# Белињи
Белињи (фр. Bellignies) насеље је и општина у североисточној Француској у региону Север-Па д Кале, у департману Север која припада префектури Авне сир Елп.
По подацима из 2011. године у општини је живело 883 становника, а густина насељености је износила 170,46 становника/km². Општина се простире на површини од 5,18 km². Налази се на средњој надморској висини од 102 метара (максималној 136 m, а минималној 72 m).

## Демографија
| 1962. | 1968. | 1975. | 1982. | 1990. | 1999. | 2011. |
| ----- | ----- | ----- | ----- | ----- | ----- | ----- |
| 857   | 880   | 888   | 912   | 901   | 836   | 883   |

График промене броја становника у току последњих година